# René Evald
René Evald (født 1. februar 1951 i København) er en dansk musiker, guitarist, sanger og komponist. Han har optrådt som professionel siden 1967.
I 1967 kom han med i soulorkestret Tripping Souls, der var et af tidens efterspurgte orkestre med mere end 200 koncerter om året. Fire år senere blev han en del af gruppen Buffalo, der frem til 1977 udgav tre albums, der solgte godt rundt om i Europa. Særligt godt solgte de i Tyskland, hvor gruppen turnerede mange gange.
Efter Buffalo gik han over til Big Mama, hvor han fungerede som leadguitarist gennem seks år. Gruppen udgav to LP'er og spillede på alle de store festivaler og spillesteder i Skandinavien.
Sammen med Henrik Littauer dannede han i 1988 orkestret Evald & Littauer, der spillede instrumental cross-over – en blanding af latin, rock, klassisk og dansk meloditradition . De udgav to meget anmelderroste albums  René Evalds nummer "Sealands" var med til at repræsentere Danmark på "Songs and Tunes from Denmark 1993"
Siden 2006 har han arbejdet solo med samme genreblanding. Derudover udsendte René Evald i marts 2008 sit andet soloalbum Copenhagen Time. Det var en blanding af nye og gamle folk/rock/blues numre, samt meget personlige gendigtninger af kendte numre."Copenhagen Time" fik en flot modtagelse i Europa, USA og Canada:  Titelnumret er desuden med til at repræsentere Danmark på "Folk & Roots Music from Denmark 2009" "Copenhagen Time" Albummet blev nomineret til Danish Music Award – Folk 2009. Det anerkendte canadiske musikmagasin Real blues Magazine satte "Copenhagen Time" på sin liste over bedste bluesudgivelser verden.
Udover det traditionelle musikerarbejde, har René Evald komponeret en del musik til spillefilm og reklamer.

## Diskografi
- Buffalo: Buffalo (1975)
- Buffalo: Shut Up'n Play (1976)
- Buffalo: Back On The Trail (1979)
- Big Mama: Big Mama (1981)
- Big Mama: Gul Feber (1983)
- Evald & Littauer: For Your Love (1990)
- Evald & Littauer: Sealands (1992)
- "Songs and Tunes from Denmark 1993"
- Solo: Copenhagen Time (2008)
- "Folk & Roots Music from Denmark 2009"